# Isabel Vicente García
Isabel Vicente García, (Almansa, Albacete, 28 d'agost de 1917- Barcelona, 21 de març del 2000) va ser una activista i militant comunista, lluitadora antifranquista i activista del moviment obrer i del moviment veïnal.

## Biografia
Tenia tres anys quan la seva família va emigrar a la recerca de feina a Barcelona. Era la gran de quatre germans i amb catorze anys va començar a treballar d'obrera tèxtil a la fàbrica de Salvador Casacuberta, més coneguda com La Sedeta, al barri de Gràcia.
El 1936, amb l'esclat de la guerra civil, va ingressar a les Joventuts Socialistes Unificades de Catalunya (JSUC) i al Partit Socialista Unificat de Catalunya (PSUC). Durant tota la guerra va continuar amb la seva feina a La Sedeta i alhora participà activament en la rereguarda i en el suport al front. Va participar en la gestació de l’Aliança Nacional de la Dona Jove. És una de les barcelonines que el 26 de gener de 1939 van aixecar una barricada a la Plaça de la Bonanova per impedir que entressin a la ciutat les tropes de Franco. El 1938 s'havia casat amb l'obrer sindicalista Jaume Carbonell.
En caure Catalunya va emigrar a França i va ser reclosa en els camps de refugiats de la Bretanya, primer a Le Pouliguen i després a Moisdon-la-Rivière, on va coincidir amb les seves companyes de les JSUC Maria Salvo i Soledad Real, entre d'altres. En un d'aquests camps va donar a llum la seva filla Núria, sense assistència mèdica i ajudada per les seves companyes, el 12 de setembre de 1939. Al mes següent totes elles van ser traslladades per força –deportades– a Espanya, per la frontera d'Hendaia, en aplicació del Decret Daladier sobre la Seguretat de l'Estat.
Un cop a Barcelona, i acabada la guerra, va anar a demanar feina a la fàbrica en què havia treballat des dels 14 anys. No la van acceptar i es dedica a la confecció de pantalons. Col·laborà en el primer procés de reorganització del PSUC i connectà amb militants clandestins per ajudar els presos. Al febrer de 1940 la detingueren en una batuda massiva de quadres i militants, juntament amb cinquanta companys, dels quals dotze eren dones. Jutjada i condemnada a dotze anys de presó al març de 1941 romandrà a la presó de Les Corts fins al 1947.
Quan en sortí es reincorporà a la lluita clandestina i fou detinguda diverses vegades més -una de les quals el 1951, quan ja l'havien readmès a La Sedeta- per les seves activitats en la vaga general. Tornà altre cop a les Corts, on passà sis mesos empresonada. El 1958 va ingressar una altra vegada a la presó -un pavelló per a dones habilitat a la presó Model.
El 1968 va participar en la fundació de Solidaritat, comitè d'ajuda als presos, i durant la dècada següent de l'Associació Catalana d'Expresos Polítics. En les eleccions generals del 15 de juny de 1977 va ser candidata del PSUC per la circumscripció de Barcelona. Després de la ruptura del partit va passar a militar en el Partit dels Comunistes de Catalunya (PCC).
Poc abans de morir, el 21 de març de l’any 2000, s'havia incorporat a l'Associació Les Dones del 36.

## Memòria i reconeixement
L'abril de 2018 la Plataforma pel Futur Monument a la Presó de Dones de les Corts li feu homenatge. En el transcurs d'un acte organitzat per l’EUROM –Observatori Europeu de Memòries– de la Universitat de Barcelona en col·laboració amb la conselleria Dona i Memòria del Districte de Gràcia i la Comissió Gènere i Memòria, i en el marc de les activitats de la Primavera Republicana de l’Ajuntament de Barcelona, se li donà el seu nom a un passatge que dona accés a l'escola Univers, al carrer de Bailèn.